# Lignon
Lignon – miejscowość i gmina we Francji, w regionie Grand Est, w departamencie Marna.
Według danych na rok 1990 gminę zamieszkiwały 82 osoby, a gęstość zaludnienia wynosiła 11 osób/km².